# Porta Maggiore

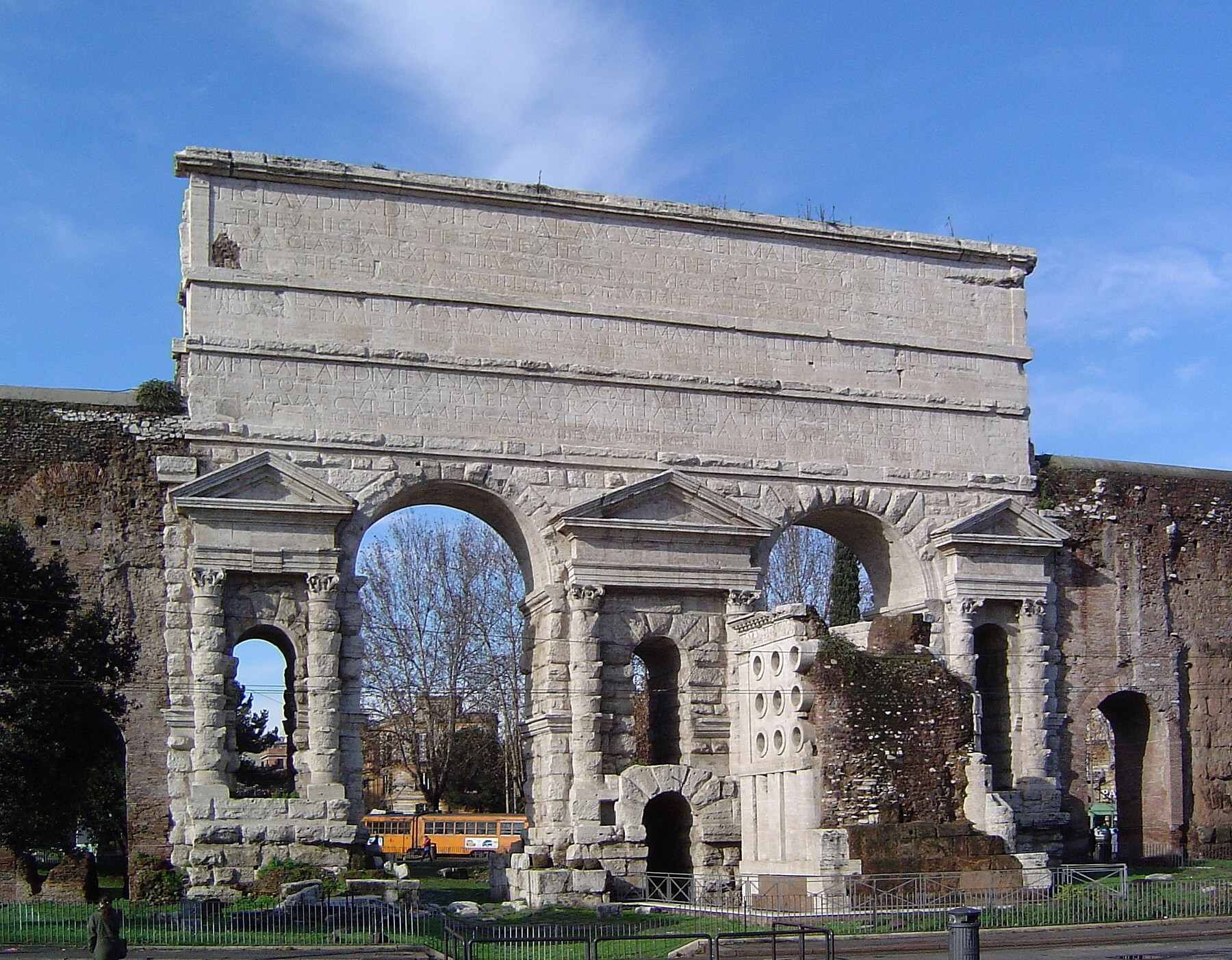
Porta Maggiore.

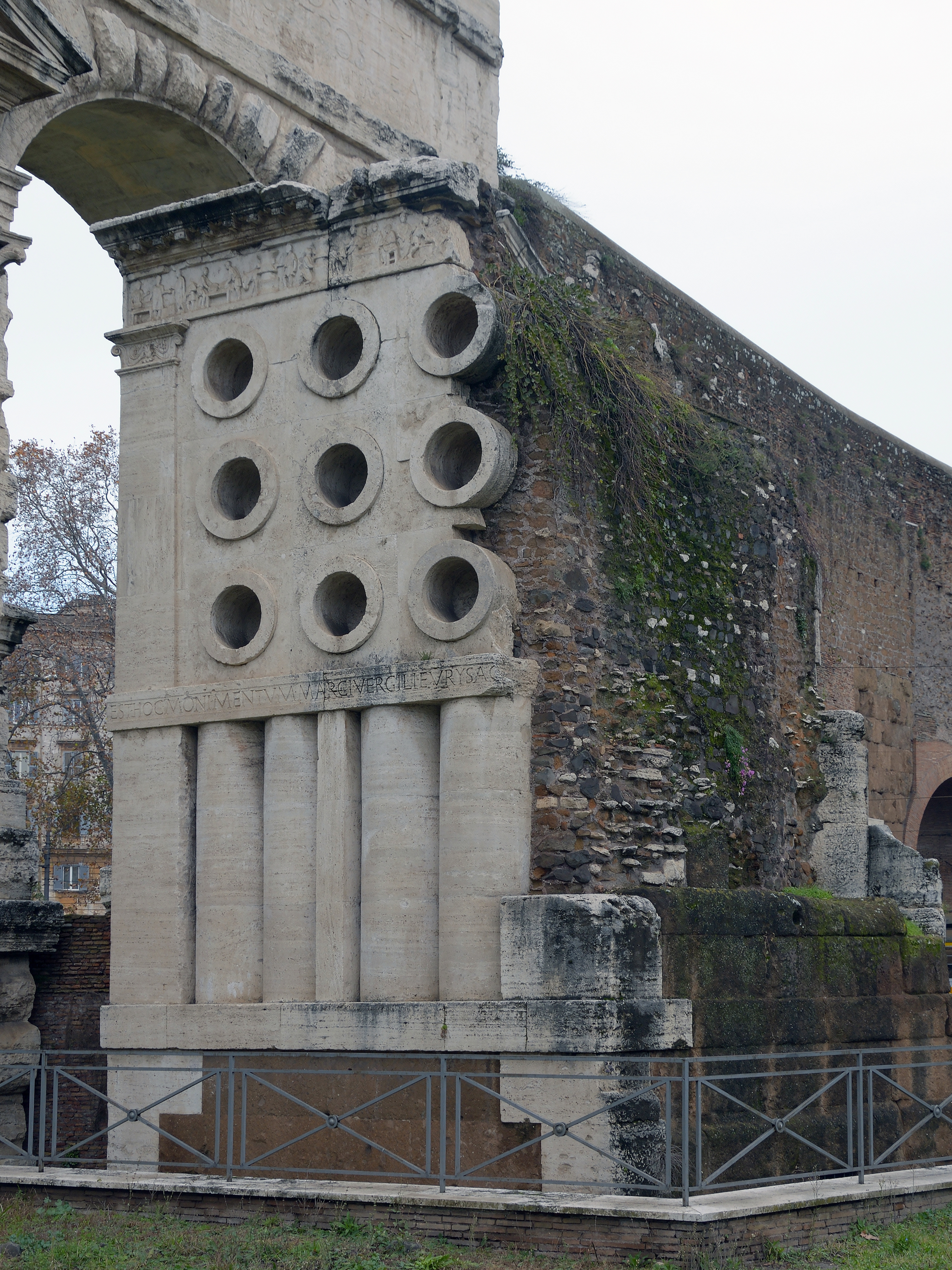
Eurysaces gravmonument.

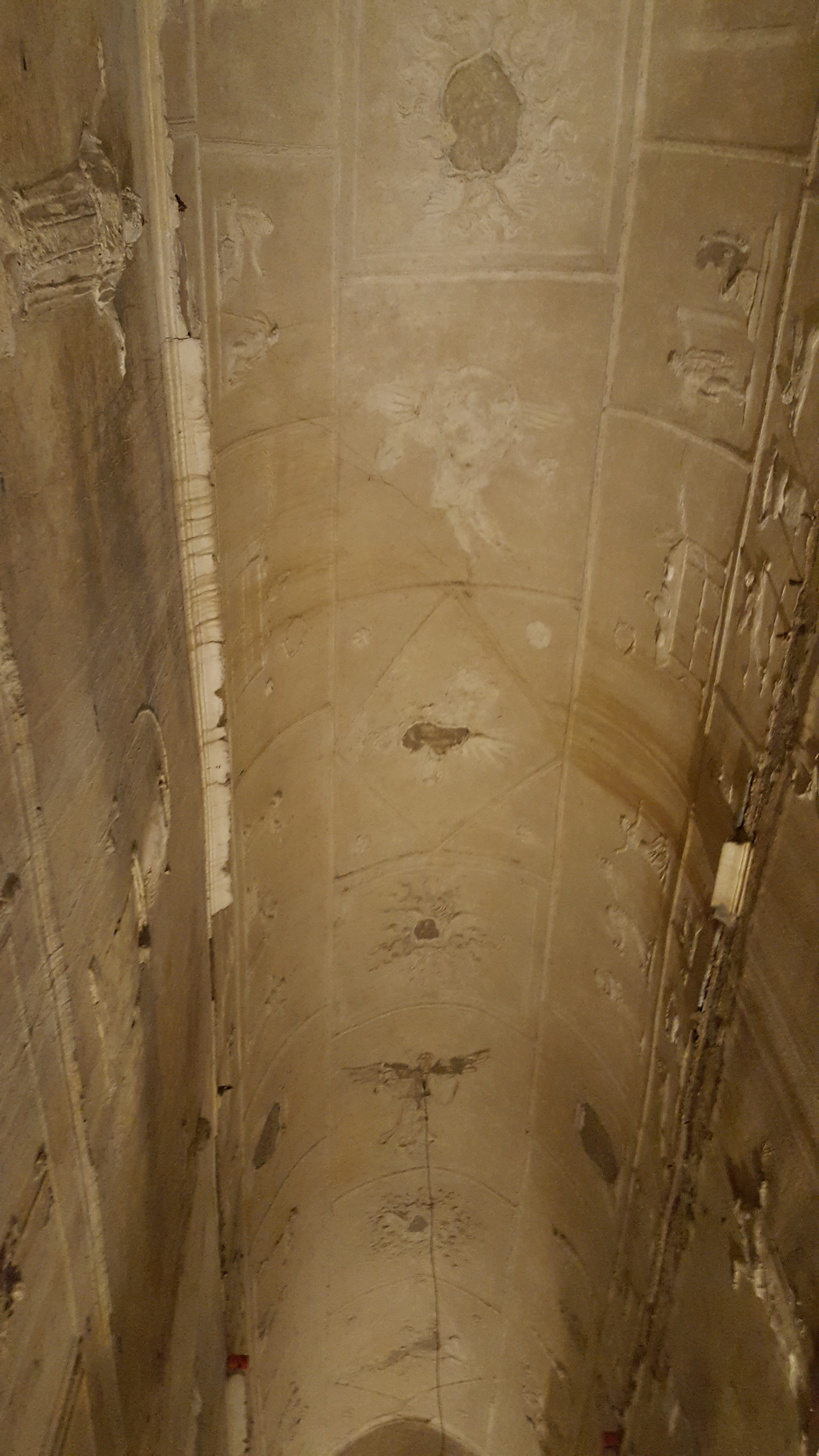
Fotografi från interiören i den underjordiska basilikan vid Porta Maggiore.

Porta Maggiore, italienska: "större porten", är en antik stadsport i östra Rom.
Den ursprungliga porten uppfördes år 52 av kejsar Claudius och kom att utgöra en del av akvedukten Aqua Claudia. När kejsar Aurelianus på 270-talet lät omge Rom med en vidsträckt mur, infogades porten i denna.
Genom porten förde två vägar, Via Praenestina och Via Labicana. Via Praenestina var den ostliga vägen till staden Praeneste och Via Labicana ledde mot sydost till Tusculum och sedan vidare till Labicum.
På porten finns inskriptioner som prisar kejsarna Claudius, Vespasianus och Titus för sina insatser på de två akvedukter, Aqua Claudia och Aqua Anio Novus som leder genom porten. 
Inskriptionerna lyder:
TI. CLAUDIUS DRUSI F. CAISAR AUGUSTUS GERMANICUS PONTIF. MAXIM., / TRIBUNICIA POTESTATE XII, COS. V, IMPERATOR XXVII, PATER PATRIAE, / AQUAS CLAUDIAM EX FONTIBUS, QUI VOCABANTUR CAERULEUS ET CURTIUS A MILLIARIO XXXXV, / ITEM ANIENEM NOVAM A MILLIARIO LXII SUA IMPENSA IN URBEM PERDUCENDAS CURAVIT.
Texten kan översättas sålunda. 
"(År 52 e.Kr.) lät kejsar Claudius föra vatten från Claudia till Rom från källorna som kallas Caeruleus och Curtius vid den 45te milstenen och på samma sätt Aqua Anio Novus från den 62 milstenen, båda verken bekostade av honom."
IMP. CAESAR VESPASIANUS AUGUST. PONTIF. MAX. TRIB. POT. II IMP. VI COS. III DESIG. IIII P. P. / AQUAS CURTIAM ET CAERULEAM PERDUCTAS A DIVO CLAUDIO ET POSTEA INTERMISSAS DILAPSASQUE / PER ANNOS NOVEM SUA IMPENSA URBI RESTITUIT.
Texten kan översättas sålunda.
"(År 81 e.Kr.) lät kejsar Titus på egen bekostnad återställa vattnen från Curtius och Caeruleus. Dessa vatten hade införts (till Rom) genom den förgudligade Claudius och sedan reparerats för staden av Titus förgudligade fader Vespasianus. De hade blivit återställda genom nya konstruktioner, med början vid källan, sedan akvedukten hade förstörts av ålder."
Utanför Porta Maggiore står Eurysaces gravmonument, uppfört år 30 f.Kr. Något längre åt nordost återfinns den underjordiska basilikan vid Porta Maggiore.